# Jean-Joseph Cajot
Jean-Joseph Cajot, né à Verdun en 1726 et mort le 7 juillet 1779, est un écrivain français, bénédictin de la congrégation de Saint-Vanne.
Il est l'auteur de plusieurs ouvrages, notamment Les Antiquités de Metz, ou recherches sur l'origine des Médiomatriciens (Metz, 1760) et Les larcins littéraires de Jean-Jacques Rousseau, citoyen de Genève, ou ses plagiats sur l'éducation (Paris, 1766), dans lequel il tente de montrer comment Rousseau a emprunté les idées sur lesquelles reposent l’Émile à Plutarque et à Montaigne.
Il fut le dernier confesseur de l'abbaye du Paraclet, dont il a récupéré un grand nombre de livres avant que la bibliothèque ne soit pillée puis détruite en 1793. Il les a légués à la bibliothèque municipale de Verdun.

## Pour approfondir